# Jacob Ludvig Reck
Jacob Ludvig Reck (5. februar 1784 i Barmstedt, Grevskabet Rantzau – 22. marts 1856 i Hillerød) var en dansk forstmand.
Han blev født i Barmstedt i Grevskabet Rantzau, hvor faderen, David Heinrich Reck, var kongelig skovrider; moderens navn var Marie Kirstine f. Lange. Reck uddannedes ved Forstinstituttet i Kiel, blev 1804 som forstkandidat sendt til Sjælland og assisterede her i syv år ved Statsskovenes bestyrelse. 1810 blev han konstitueret og året efter ansat som skovrider på det store 1. Kronborg Distrikt, hvor han virkede indtil sin afskedigelse 1851; i mange år bestyrede han tillige brændetransporten på Esrum Kanal, og 1833-51 var han medlem af Forst-Eksaminationskommissionen. Reck blev 1829 forstråd, 1847 virkelig justitsråd og døde 22. marts 1856 i Hillerød.
Han ægtede 20. juli 1811 Karen Marie Kiersgaard (10. marts 1792 i Hillerød - 26. marts 1832), datter af bager Jonas Christian Kiersgaard.